# 8774 Viridis
8774 Viridis là một tiểu hành tinh vành đai chính với chu kỳ quỹ đạo là 1960.4105971 ngày (5.37 năm).
Nó được phát hiện ngày 25 tháng 9 năm 1973.